# How It's Done
«How It's Done» es una canción de la rapera estadounidense Kash Doll, la cantante alemana Kim Petras, la cantante finlandesa Alma y la rapera británica Stefflon Don. Fue lanzada el 11 de octubre de 2019 a través de Republic Records como el segundo sencillo de la banda sonora de la película Charlie's Angels (2019).

## Recepción crítica
Shaad D'Souza de The Fader describió la canción como «un upbeat, con sonidos de R&B vintage y clásico» y apuntó que eso «presenta un nuevo estilo para las cuatro artistas». Mike Nied del sitio web Idolator pensó que la canción es «un predecible himno pegadizo».

## Créditos y personal
Créditos adaptados de Tidal.
- Alma: voz, composición
- Kim Petras: voz
- Stefflon Don: voz, composición
- Kash Doll: voz, composición
- Ariana Grande: composición[5][6]
- Ilya: producción, composición, programación, coros, bajo, batería, teclados, percusión
- Savan Kotecha: composición de canciones, coproducción
- Rami Yacoub: composición de canciones, producción, programación, coros, bajo, arreglo de trompeta, teclados, percusión, arreglo de cuerdas
- Michael Engström: bajo[6]
- Wojtek Goral: saxofón
- David Bukovinszky: violonchelo
- Mattias Bylund: edición, ingeniería de grabación, bocina, disposición de bocina, cuerdas, disposición de cuerdas, sintetización
- Cory Bice: ingeniería de registros
- Jeremy Lertola: ingeniería discográfica
- Sam Holland: ingeniería de registros
- John Hanes: ingeniería de mezcla
- Serban Ghenea: mezcla
- Wojtek Goral: saxofón, saxofón tenor
- Tomas Jonsson: saxo tenor
- Peter Noos Johansson: trombón
- Janne Bjerger: trompeta
- Magnus Johansson: trompeta
- Mattias Johansson: violín
- Aaron Joseph: ingeniería vocal, producción vocal
- Kalle Keskikuru: ingeniería vocal
- Parker Ament: ingeniería vocal
- Rymez: ingeniería vocal[4]